# 陸前階上駅
陸前階上駅（りくぜんはしかみえき）は、宮城県気仙沼市長磯原（ながいそはら）にある、東日本旅客鉄道（JR東日本）気仙沼線BRT（バス高速輸送システム）のバス停留所である。元々は同社の気仙沼線の鉄道駅であった。

## 歴史
- 1957年（昭和32年）2月11日：日本国有鉄道（国鉄）気仙沼線の駅として開業[2]。開業当時は駅長、駅員が配置されていた[3]。
- 1972年（昭和47年）2月1日：荷物扱いを廃止[4]。無人化[5]。
- 1987年（昭和62年）4月1日：国鉄分割民営化により、JR東日本の駅となる[2]。
- 2011年（平成23年）3月11日：東日本大震災により営業休止。
- 2012年（平成24年）8月20日：BRTで仮復旧。当駅 - 最知駅間はバス専用道として整備される[6]。
- 2020年（令和2年）4月1日：柳津駅 - 気仙沼駅間の鉄道事業廃止により、鉄道駅としては廃駅となる[7][8]。

## 駅構造
BRT化と専用道の整備に伴い、当駅ホームはBRTの乗降車対応に改修された。旧ホームの上り線を舗装したうえで、その最知方にBRTのりばが整備されている。
駅舎は外観に手を加えた上でそのまま利用され、上り下りの乗降場が相対して設置されている。1車線の両側をのりばで挟む形のため、上下双方向の同時発着は不可。
駅舎内にはバスロケーションシステムのモニターと待合室・トイレが設置されている。
BRTの運行開始後も跨線橋や鉄道駅ホームが残されていたが、2021年に撤去され、駅前道路との出入口が整備された。

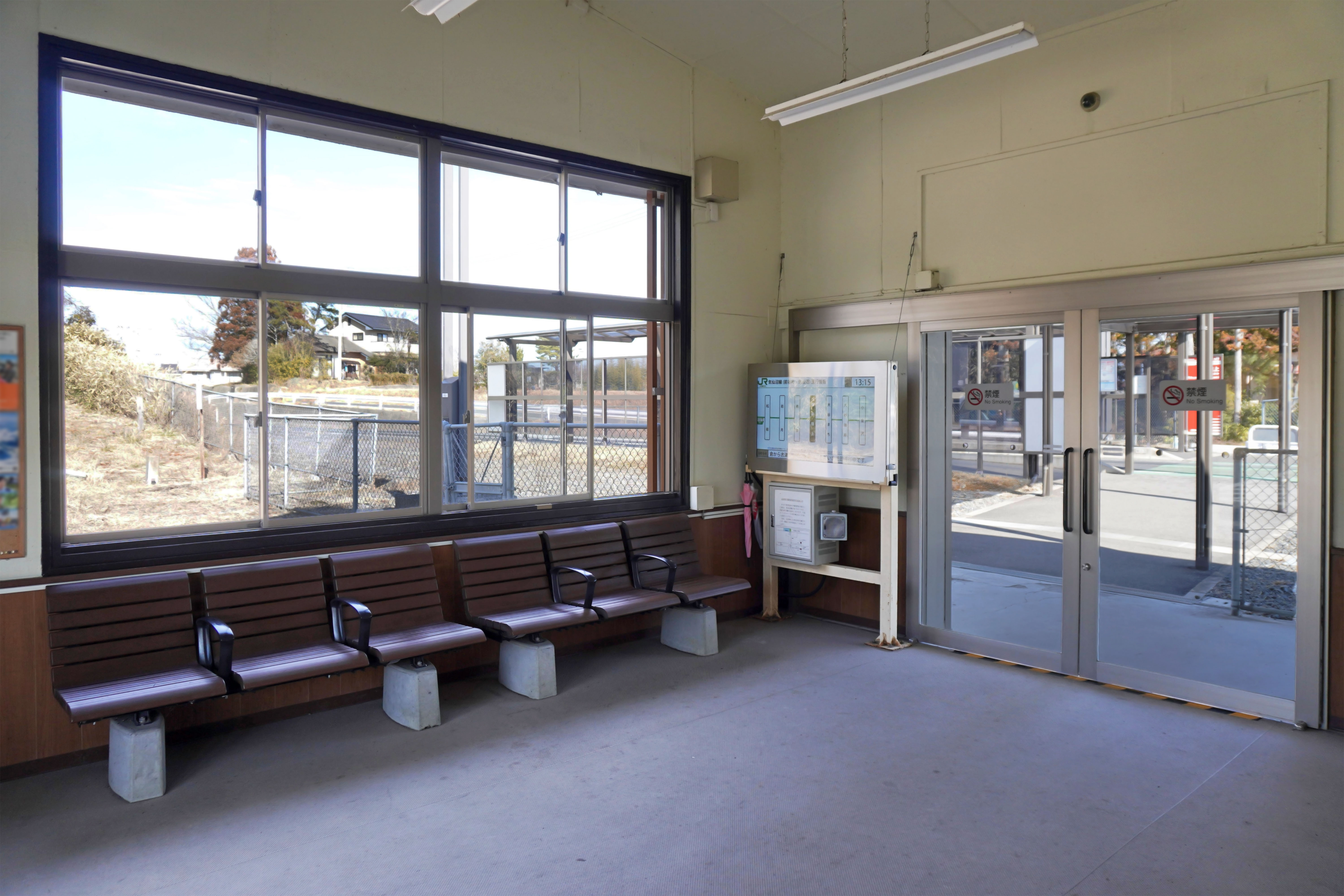
待合室（2024年2月）
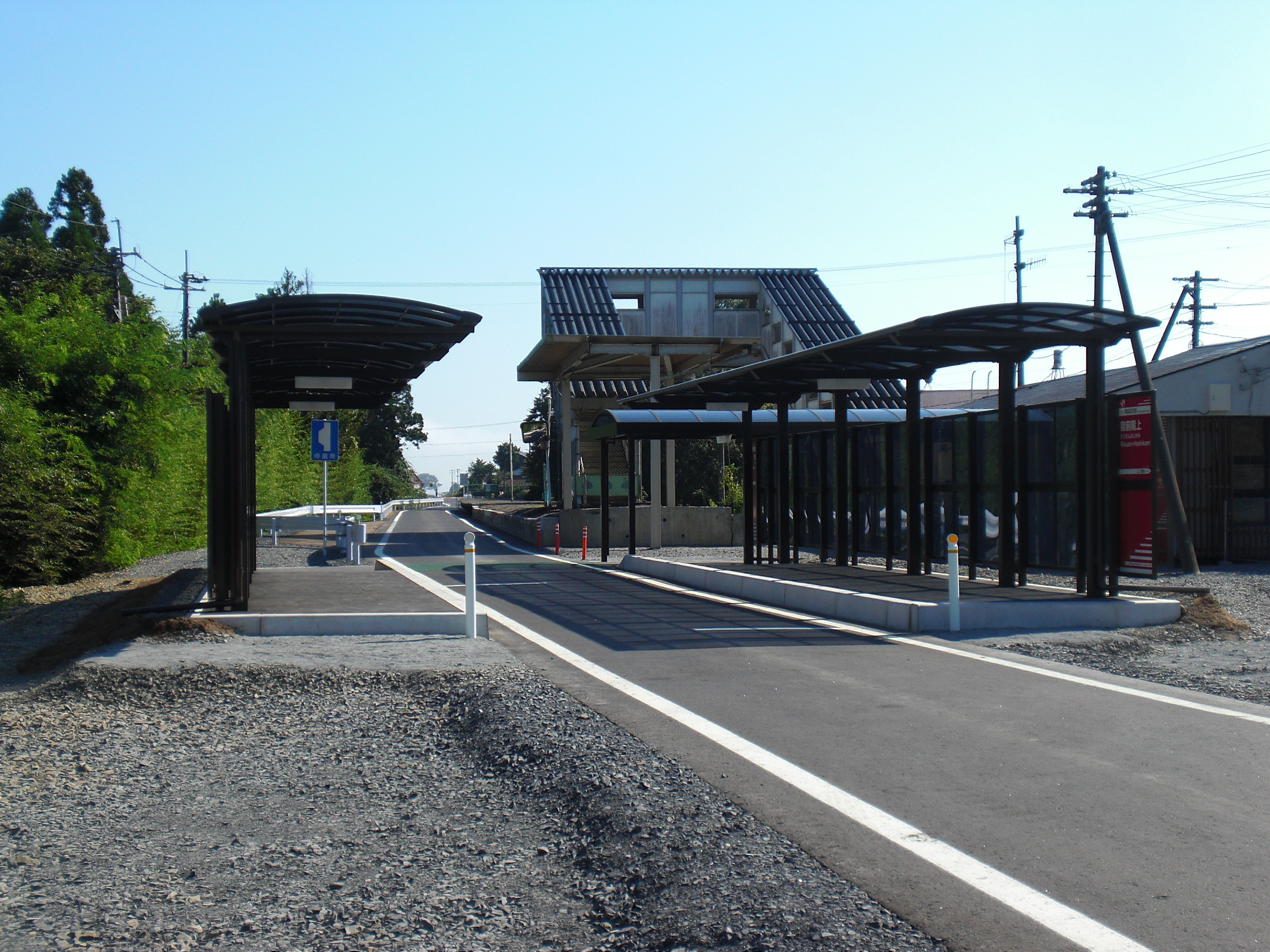
駅構内（鉄道駅施設撤去前） （2012年8月）

### 旧鉄道駅
震災前は島式ホーム1面2線を有する地上駅で、気仙沼駅管理の無人駅であった。
のりば
| 番線 | 路線      | 方向 | 行先               |
| ---- | --------- | ---- | ------------------ |
| 1    | ■気仙沼線 | 下り | 気仙沼方面         |
| 2    | ■気仙沼線 | 上り | 前谷地・小牛田方面 |

## 利用状況
JR東日本によると、2023年度（令和5年度）の1日平均乗車人員は123人である。
2013年度（平成25年度）以降の推移は以下のとおりである。
| 乗車人員推移       | 乗車人員推移     | 乗車人員推移    |
| 年度               | 1日平均 乗車人員 | 出典            |
| ------------------ | ---------------- | --------------- |
| 2013年（平成25年） | 67               | [ 利用客数 2 ]  |
| 2014年（平成26年） | 66               | [ 利用客数 3 ]  |
| 2015年（平成27年） | 67               | [ 利用客数 4 ]  |
| 2016年（平成28年） | 60               | [ 利用客数 5 ]  |
| 2017年（平成29年） | 64               | [ 利用客数 6 ]  |
| 2018年（平成30年） | 109              | [ 利用客数 7 ]  |
| 2019年（令和元年） | 159              | [ 利用客数 8 ]  |
| 2020年（令和02年） | 136              | [ 利用客数 9 ]  |
| 2021年（令和03年） | 136              | [ 利用客数 10 ] |
| 2022年（令和04年） | 130              | [ 利用客数 11 ] |
| 2023年（令和05年） | 123              | [ 利用客数 1 ]  |

## 駅周辺
- 国道45号
- 気仙沼市役所階上出張所
- 陸前階上郵便局
- 宮城県気仙沼向洋高等学校
- 気仙沼市東日本大震災遺構・伝承館（震災遺構、気仙沼向洋高等学校・波路上旧校舎）
- 気仙沼市立階上小学校
- 気仙沼市立階上中学校
- 宮城交通・ミヤコーバス「階上公民館前」停留所
- ミヤコーバス「岩井崎入口」停留所
- 岩井崎

## その他
1967年の東映映画『喜劇急行列車』において、渥美清演じる特急さくら号の専務車掌・青木吾一が17歳で国鉄の駅員となった際に、初めて勤務したとされる駅である。駅長役は左卜全で、西村晃が気仙沼線の元蒸気機関士として登場する。

## 隣の停留所
東日本旅客鉄道（JR東日本）
■気仙沼線BRT
大谷まち駅 - 陸前階上駅 - 最知駅

### かつて存在した鉄道路線
東日本旅客鉄道（JR東日本）
■気仙沼線
大谷海岸駅 - 陸前階上駅 - 最知駅

### 記事本文
1. 1 2 3  『週刊 JR全駅・全車両基地』 56号 新庄駅・気仙沼駅・鳴子温泉駅ほか80駅、朝日新聞出版〈週刊朝日百科〉、2013年9月15日、24頁。
2. 1 2 3  石野哲（編）『停車場変遷大事典 国鉄・JR編 Ⅱ』（初版）JTB、1998年10月1日、484頁。ISBN 978-4-533-02980-6。
3. ↑  西田耕三（編著）『宿願八十年の鉄路 三陸鉄道気仙沼線沿革史』気仙沼企画、1977年12月、149-150頁。
4. ↑  「日本国有鉄道公示第537号」『官報』1972年1月28日。
5. ↑  「通報 ●鹿折駅ほか4駅の駅員無配置について（旅客局）」『鉄道公報』日本国有鉄道総裁室文書課、1972年1月28日、4面。
6. ↑  「気仙沼線における暫定的なサービス提供開始について (PDF)」（プレスリリース）、東日本旅客鉄道仙台支社／東日本旅客鉄道盛岡支社、2012年7月18日。2015年7月12日時点のオリジナル (PDF)よりアーカイブ。2018年3月4日閲覧。
7. ↑  「気仙沼線（柳津～気仙沼間）及び大船渡線（気仙沼～盛間）における鉄道事業の廃止の日の繰上げの届出について (PDF)」（プレスリリース）、東日本旅客鉄道、2020年1月31日。2020年2月6日閲覧。
8. ↑  「鉄道事業の廃止の届出に係る廃止の日の繰上げについて (PDF)」（プレスリリース）、国土交通省東北運輸局、2020年1月29日。2020年2月1日時点のオリジナル (PDF)よりアーカイブ。2020年2月6日閲覧。

### 利用状況
1. 1 2  「BRT駅別乗車人員（2023年度）| 企業サイト：JR東日本」東日本旅客鉄道。2025年7月30日閲覧。
2. ↑  「BRT駅別乗車人員（2013年度）：JR東日本」東日本旅客鉄道。2025年7月30日閲覧。
3. ↑  「BRT駅別乗車人員（2014年度）：JR東日本」東日本旅客鉄道。2025年7月30日閲覧。
4. ↑  「BRT駅別乗車人員（2015年度）：JR東日本」東日本旅客鉄道。2025年7月30日閲覧。
5. ↑  「BRT駅別乗車人員（2016年度）：JR東日本」東日本旅客鉄道。2025年7月30日閲覧。
6. ↑  「BRT駅別乗車人員（2017年度）：JR東日本」東日本旅客鉄道。2025年7月30日閲覧。
7. ↑  「BRT駅別乗車人員（2018年度）：JR東日本」東日本旅客鉄道。2025年7月30日閲覧。
8. ↑  「BRT駅別乗車人員（2019年度）：JR東日本」東日本旅客鉄道。2025年7月30日閲覧。
9. ↑  「BRT駅別乗車人員（2020年度）| 企業サイト：JR東日本」東日本旅客鉄道。2025年7月30日閲覧。
10. ↑  「BRT駅別乗車人員（2021年度）| 企業サイト：JR東日本」東日本旅客鉄道。2025年7月30日閲覧。
11. ↑  「BRT駅別乗車人員（2022年度）| 企業サイト：JR東日本」東日本旅客鉄道。2025年7月30日閲覧。